# Rogue One: A Star Wars Story
Pour les articles homonymes, voir Rogue One: A Star Wars Story.
Série A Star Wars Story
Solo: A Star Wars Story
(2018)
Pour plus de détails, voir Fiche technique et Distribution.
Rogue One: A Star Wars Story ou Rogue One : Une histoire de Star Wars au Québec est un film de science-fiction américain de type space opera écrit par Chris Weitz et Tony Gilroy et réalisé par Gareth Edwards, sorti en 2016.
Il s'agit du premier film de la série A Star Wars Story, dont le deuxième est sorti en 2018.
L'histoire se déroule juste avant les événements de Star Wars, épisode IV : Un nouvel espoir, alors que l'Étoile de la mort, l'arme absolue de l'Empire galactique pour inspirer la peur aux systèmes insoumis, est en construction. L'Alliance rebelle, qui a appris l'existence de cette station de combat, en vole les plans pour y trouver une faille. Felicity Jones interprète Jyn Erso, une femme jusqu'alors solitaire et recrutée par l'Alliance rebelle qui cherche notamment à se procurer un message de son père contenant des informations essentielles pour l'Alliance, car ce dernier est le concepteur de l'Étoile de la mort. Elle est accompagnée par Cassian Andor, joué par Diego Luna. Mads Mikkelsen interprète Galen Erso, le père de Jyn, concepteur contraint de l'arme de l'Empire dont la construction est supervisée par le directeur Orson Krennic, joué par Ben Mendelsohn.
L'idée du film — qui marque le retour au cinéma de Dark Vador, onze ans après sa dernière apparition dans La Revanche des Sith en 2005 — part d'une simple phrase apparue dans le bandeau déroulant qui ouvre l'épisode IV en 1977 : « Des espions rebelles ont réussi à voler les plans secrets de l'arme ultime de l'Empire, l'Étoile de la mort, une station spatiale blindée avec assez d'énergie pour détruire une planète entière ».
Acclamé par la critique, le film a notamment remporté l'Empire Award du meilleur film, du meilleur réalisateur et de la meilleure actrice pour Felicity Jones en 2017, ainsi que deux nominations aux Oscars, pour les effets visuels et le mixage sonore. C'est un gros succès du box-office mondial : un mois après sa sortie en salles, le film dépasse le milliard de dollars de recettes, devenant ainsi le deuxième film de la franchise en termes de succès au box-office derrière Le Réveil de la Force et devant La Menace fantôme.
Une série dérivée, Andor, est créée ultérieurement et raconte les événements précédant le film.

## Synopsis

### Présentation de l'univers
L'univers de Star Wars met en scène l’opposition entre les tenants de la République galactique et les Séparatistes, favorables à l’instauration d’un régime impérial. La République est dirigée par le Chancelier suprême Palpatine, qui dit servir la démocratie tout en étant favorable à un empire. Pour maintenir la paix en place, les Jedi combattent les ennemis de la République, mais ceux-ci doivent faire face aux Seigneurs Sith (dont Palpatine est secrètement membre, sous le nom de Dark Sidious), tous sont sensibles à la Force, une capacité d'origine physiologique qui permet à leurs détenteurs d'acquérir certains pouvoirs surnaturels.
Au fil des années, tandis que les Séparatistes gagnent toujours plus de sympathisants, les manipulations du Chancelier, dont la double identité demeure secrète, sapent la République, à tel point qu'un conflit éclate entre les deux camps. Cette période restera connue sous le nom de guerre des clones, durant laquelle les soldats clones de la République affrontent les droïdes des Séparatistes.
La République est prête à succomber lorsque les Jedi éliminent le comte Dooku (aussi connu sous le nom de Dark Tyranus), le chef de l'armée séparatiste. Cependant, le Jedi Anakin Skywalker, qui a éliminé le comte Dooku, va progressivement changer de camp et basculer du côté obscur. En effet, alors que le code des Jedi l'interdit, il entretient une liaison secrète avec la sénatrice Padmé Amidala. Cette relation le tourmente, lui causant des visions dans lesquelles Padmé Amidala meurt. Le Chancelier suprême exploite cette faiblesse. Il lui fait croire qu’en devenant un Seigneur noir des Sith, il va acquérir des pouvoirs lui permettant de sauver sa bien-aimée. Désormais converti, Anakin prend le nom de Dark Vador. Sa première mission en tant que Sith sera de massacrer tous les Jedi sous prétexte d’une fausse mutinerie. Anakin/Vador est également chargé par Palpatine d'éliminer tous les membres du conseil séparatiste afin de mettre un terme à la guerre des clones. Lorsque Padmé apprend la vérité, elle essaye de raisonner son mari mais celui-ci refuse de l'écouter et l'étrangle. S'ensuit un combat acharné entre Anakin et son ancien maître, Obi-Wan Kenobi, à la fin duquel Anakin ressort gravement blessé. Atrocement mutilé, il ne devra sa survie qu’à une armure mécanique dont son corps sera dès lors prisonnier, faisant de lui un cyborg. Entre-temps, la République est dissoute pour laisser place à l'Empire galactique, dirigé par Palpatine, qui s'autoproclame empereur. Au même moment, Padmé meurt en donnant naissance à des jumeaux qui sont séparés et cachés à l'Empereur ainsi qu'à leur père. La fille, Leia, est prise en charge par le sénateur Bail Organa sur la planète pacifique Alderaan. C'est le début des âges sombres et de la tyrannie de l'Empire.
Dix-sept ans plus tard, après le génocide de Ghorman organisé par l'Empire pour exploiter la planète pour la construction secrète de l'arme absolue de l'Empire, l'Étoile de la mort, la sénatrice Mon Mothma dénonce publiquement les actes de Palpatine et crée l'Alliance rebelle, dont font partie Bail Organa et le capitaine Cassian Andor. Une année plus tard, une fuite révélant l'existence de la station spatiale secrète parvient aux oreilles de la Rébellion et le directeur Orson Krennic, qui supervise la construction, doit faire le ménage dans ses rangs. Quelque temps plus tard, Andor est envoyé sur Kafrene retrouver un informateur. C'est le point de départ de cette histoire où un groupe de Rebelles dirigé par Jyn Erso et Cassian Andor lance une mission pour voler les plans de l'arme absolue de l'Empire.

### Déroulement du synopsis
Jyn Erso est encore une enfant sur la planète Lah'mu quand une troupe de l'Empire galactique menée par Orson Krennic vient chercher son père, Galen Erso, ingénieur ayant fui l'Empire, pour l'emmener de force terminer la construction de l'Étoile de la mort. Tandis que Jyn part se cacher sous une trappe dans une grotte, sa mère Lyra est tuée par les Death Troopers de Krennic. Après leur départ, Saw Gerrera, ami de la famille et opposant à l'Empire galactique, vient la récupérer pour s'occuper de sa formation. Près de quinze ans plus tard, le capitaine Cassian Andor, membre de l'Alliance rebelle, apprend par un informateur sur Kafrene que Saw Gerrera se cache sur Jedha, une lune que l'Empire exploite pour ses cristaux kyber alimentant le superlaser de l'Étoile de la mort. Pour pouvoir approcher Gerrera qui s'est détaché de l'Alliance, l'équipe de Cassian libère Jyn Erso, qui, vivant sous une fausse identité, avait été capturée et envoyée dans un camp de travail de l'Empire sur Wobani. Ils l'emmènent sur la base secrète de l'Alliance, la lune Yavin 4.
Dans le même temps, Galen Erso a chargé Bodhi Rook, un pilote de cargo au service de l’Empire mais prêt à déserter, de porter un message à Saw Gerrera, où il dévoile qu’il a placé une faille dans l’Étoile de la mort permettant de la détruire. Sur Yavin 4, Mon Mothma informe Jyn Erso de la construction de l’Étoile de la mort par son père. Elle doit récupérer son message, Saw Gerrera étant perçu comme radical et donc plus enclin à communiquer avec elle. La mission de retrouver son père lui est également assignée par Mon Mothma tandis que Cassian Andor est secrètement chargé de le tuer.
Avec le droïde K-2SO, Jyn et Cassian débarquent sur Jedha où ils comptent retrouver Saw Gerrera. Ils font la connaissance de Chirrut Îmwe, un guerrier aveugle très porté sur la Force, accompagné par son « protecteur » Baze Malbus. Ils retrouvent Saw Gerrera qui retient Bodhi Rook prisonnier. Jyn se rappelle au bon souvenir de Saw et ce dernier lui montre le message de son père, un hologramme, où il explique comment détruire l’Étoile de la mort. Au même moment, à l’intérieur de l’Étoile, le Grand Moff Tarkin met en doute les capacités d’Orson Krennic de mener à terme sa construction. Pour lui prouver qu’il a tort, Krennic veut détruire la lune de Jedha mais Tarkin estime que la destruction de la capitale est suffisante, d'autant plus que l’Étoile n'est pas pleinement opérationnelle et ne peut tirer qu'à réacteur partiel. Quand la lune est frappée, Jyn, Cassian, Chirrut, Baze, Bodhi et le droïde parviennent à s’échapper par les airs tandis que Saw se laisse mourir dans le déluge de feu. Le message de Galen Erso est détruit. Après avoir félicité Krennic, le Grand Moff Tarkin lui signifie qu’il n’a pas réussi à assurer la sécurité de l’Étoile de la mort puisqu’un message est parvenu aux Rebelles et, par conséquent, prend lui-même le contrôle de la station spatiale blindée. Furieux d'être dépossédé de son projet, Krennic va par la suite se plaindre auprès de Dark Vador dans sa forteresse sur Mustafar.
L’équipe de Jyn Erso atteint la planète Eadu, où se trouve la base scientifique de l’Empire et où travaillent Galen Erso et son équipe. Orson Krennic arrive lui aussi sur cette planète pour enquêter. Il fait aligner tous les scientifiques sous la menace de ses Death Troopers pour que le « traître » se désigne, tandis que, caché plus loin, Cassian Andor a Galen Erso dans le viseur de son fusil. Ce dernier avoue son double jeu, mais ne dévoile pas la nature de son message, alors qu’une escouade rebelle arrive et bombarde l’installation. Galen meurt dans les bras de sa fille. L'équipe évacue Eadu à bord d'une navette impériale volée par Bodhi Rook.
De retour sur Yavin 4, Jyn propose au Conseil rebelle d’attaquer la planète Scarif, où sont stockés les plans de l’Étoile de la mort dans une gigantesque base de données, en lui racontant ce qu’elle a vu et entendu dans l’hologramme envoyé par son père. Cependant, en l'absence de preuve, tous ne la croient pas, et, faute d'unanimité, le Conseil refuse de s’engager. Jyn réunit alors son équipe et ils décident d’y aller seuls. Ils sont toutefois rejoints par quelques dizaines de soldats qui choisissent de les accompagner. Ils embarquent donc à bord de la navette impériale volée, consignée sur la base rebelle, et au moment du décollage, lorsque la tour de contrôle demande leur indicatif, le pilote de la mission Bodhi Rook répond « Rogue One ».
Le vaisseau impérial, avec le groupe rebelle à son bord, entre sur la planète tropicale Scarif sans difficulté, suivi quelques minutes plus tard par Orson Krennic venu faire une inspection dans la base de données sur les fichiers concernant Galen Erso. Tandis que les soldats de l’Alliance, ainsi que Chirrut Îmwe et Baze Malbus, protègent leur avancée, Jyn, Cassian et le droïde K-2SO s’infiltrent dans la tour qui contient la base de données. Une série d'explosions par les Rebelles contraint les forces impériales à se mobiliser. Informé de l'insurrection rebelle depuis l'Étoile de la mort, Tarkin met le cap sur Scarif, tout en demandant à Vador de lui prêter main forte. L'Alliance rebelle envoie rapidement sa flotte en orbite autour de Scarif, obligeant l'Empire à fermer le bouclier de la planète. Heureusement, des X-Wings et Y-Wings parviennent à entrer dans l'atmosphère de la planète avant la fermeture du bouclier. Néanmoins, Cassian comprend que son groupe ne pourra pas quitter Scarif et qu'ils doivent par conséquent transmettre les données qu'ils trouveront à la flotte rebelle. Ainsi, se déroule une bataille en orbite autour de Scarif visant à détruire le bouclier bloquant la transmission des données.
Au sol, tous les soldats alliés et les coéquipiers de Jyn sont abattus un à un. Pendant ce temps, Cassian, Jyn et K-2SO parviennent sans difficulté à s'introduire dans la base de données de l'Empire dans la station, mais ils sont repérés par des Stormtroopers que K-2SO ralentit, avant d’être détruit. Néanmoins, Jyn Erso parvient à récupérer les plans de l’Étoile de la mort, répertoriés sous le nom de code « Nébuleuse ». Orson Krennic les retrouve, tire sur Cassian et essaye d’empêcher Jyn de transmettre les plans grâce à l’antenne, qu’elle réoriente. Cassian Andor revient et blesse Orson Krennic, tandis que la flotte rebelle parvient à détruire le bouclier de la planète. Jyn réussit finalement à envoyer les plans de l’Étoile de la mort au vaisseau-amiral de la flotte rebelle. Toutefois, la station spatiale est venue se mettre en orbite autour de Scarif. En effet, Tarkin décide d’utiliser l’Étoile de la mort pour détruire la base, tuant le directeur Krennic. Jyn Erso et Cassian Andor périssent en se serrant dans les bras sur la plage dans ce nouveau déluge de feu venu de l’espace.
En orbite autour de la planète, la flotte impériale menée par Dark Vador surprend la flotte rebelle alors qu'elle s'apprête à prendre la fuite dans l'hyperespace. Vador aborde le vaisseau-amiral tandis qu’une corvette parvient à s’en détacher. À l’intérieur de cette corvette, les plans de l’Étoile de la mort sont remis à la princesse Leia qui prononce alors un mot : « L'espoir ». On comprend dès lors que cette dernière scène correspond aux instants précédant les premières images de l'épisode IV, la corvette connue sous le nom de Tantive IV sautant dans l'hyperespace juste avant le générique et réapparaissant au-dessus de la planète Tatooine, poursuivie par le croiseur impérial de Vador, en ouverture du film de George Lucas tourné quarante ans plus tôt.

## Personnages
- Jyn Erso : Elle est la fille du scientifique Galen Erso. Malgré un passé plutôt tourmenté, elle s'avère être une pièce utile entre les mains de la Rébellion. Jyn est chargée par l'Alliance rebelle de collecter des informations sur l'Étoile de la mort, une arme de l'Empire avec qui elle a l'intention de faire la guerre.
- Cassian Andor : Officier de renseignement de l'Alliance, il sert de coéquipier à Jyn Erso lors de sa mission de recherche sur l'Étoile de la mort. Il est le héros de sa propre série dérivée, qui raconte les cinq ans précédant le film durant lesquels il évolue au sein de la Rébellion, alors en montée progressive.
- K-2SO : Ancien droïde de sécurité impérial reprogrammé qui accompagne Cassian Andor, il n'est pas avare de sarcasmes. Cassian récupéra le droïde lors du massacre de Ghorman et le garda pour le reprogrammer par la suite avec succès.
- Chirrut Îmwe : Moine-guerrier aveugle, admirateur de l'ancien ordre Jedi et croyant en la Force, il dit être l'un des Gardiens des Whills.
- Baze Malbus : Mercenaire, soldat, ami et protecteur de Chirrut, il est plus terre-à-terre que ce dernier.
- Directeur Orson Krennic : C'est un officier impérial cruel, ambitieux et brillant chargé de diriger la construction de l'Étoile de la mort. Deux ans plus tôt, il avait organisé le massacre de Ghorman pour exploiter le minerai nécessaire pour son arme absolue.
- Grand Moff Wilhuff Tarkin : Gouverneur régional de la Bordure extérieure et numéro 2 de l'Empire galactique, il est nommé par l'Empereur Palpatine pour superviser l'Étoile de la mort. Ce personnage a un rôle récurrent dans Star Wars, épisode IV : Un nouvel espoir et apparaît aussi dans plusieurs séries Star Wars.
- Saw Gerrera : Vétéran de la guerre des clones (il apparaît dans les épisodes 2, 3, 4 et 5 de la saison 5 de Star Wars: The Clone Wars lorsque lui et son groupe rebelle tentent de mettre fin à l'occupation séparatiste sur sa planète Onderon. Il fait alors équipe avec les Jedi Obi-Wan Kenobi, Anakin Skywalker et la padawan de ce dernier, Ahsoka Tano), il combat l'Empire de façon plus violente que l'Alliance rebelle avec laquelle il a des divergences.
- Bodhi Rook : C'est un pilote de cargo au service de l'Empire qui a rejoint l'Alliance rebelle pour lui apporter un message de Galen Erso.
- Galen Erso : Scientifique dont le savoir est convoité par l'Empire, il est le père de Jyn Erso et est le principal concepteur, sous la contrainte, de l'Étoile de la mort. De l'intérieur, il tente de communiquer le point faible de sa création à l'Alliance rebelle pour qu'elle soit détruite.
- Bail Organa : Membre de la famille royale d'Alderaan, il est également sénateur. Il fait partie, avec la sénatrice Padmé Amidala (épouse d'Anakin Skywalker/Dark Vador) et Mon Mothma, du comité loyaliste du chancelier Palpatine jusqu'à ce que ce dernier devienne avide de pouvoir. À la mort de son amie Padmé Amidala, il adopte sa fille Leia et l'élève au rang de princesse. Il a participé avec Mon à la création de l'Alliance rebelle. Il mourra plus tard lors de la destruction de sa planète par l'Étoile de la mort dans l'épisode IV, Un nouvel espoir[9],[10].
- Général Davits Draven : C'est un officier supérieur de l'Alliance rebelle basé sur Yavin 4.
- Mon Mothma : C'est une sénatrice opposée à l'instauration d'un régime autoritaire qui a dû faire des sacrifices pour pouvoir financer secrètement la Rébellion durant des années. Deux ans plus tôt, après avoir dénoncé publiquement l'Empire responsable du génocide de Ghorman (marquant son arrêt de mort), elle a participé à la fondation de l'Alliance rebelle et la dirige jusqu'à la disparition de l'Empire galactique[11].
- Leia Organa : Fille adoptive de Bail Organa, elle ignore ses véritables origines ; étant en réalité la fille de Dark Vador. Elle est chargée par son père de transmettre les plans récupérés sur Scarif à Obi-Wan Kenobi. Ce dernier lui avait sauvé d'un enlèvement neuf ans plus tôt[Note 2].

## Fiche technique
Sauf indication contraire, les informations mentionnées dans cette section peuvent être confirmées par les bases de données cinématographiques IMDb et Allociné,  présentes dans la section « Liens externes ».
- Titre original et français : Rogue One: A Star Wars Story
- Titre québécois : Rogue One : Une histoire de Star Wars[12],[1]
- Réalisation : Gareth Edwards
- Scénario : Chris Weitz et Tony Gilroy, d'après une histoire de John Knoll et Gary Whitta[13], d'après les personnages créés par George Lucas
- Musique : Michael Giacchino[14] ; John Williams (compositeur de la partition originale)
- Direction artistique : Alex Baily, Alastair Bullock, Robert Cowper, Jordana Finkel, Lydia Fry, Ashley Lamont, Steven Lawrence, Juan Pablo Monroy, Oliver Roberts, Stuart Rose, Stephen Swain, Gary Tomkins et Helen Xenopoulos
- Décors : Doug Chiang[15] et Neil Lamont[16]
- Costumes : David Crossman et Glyn Dillon[16]
- Maquillage : Amy Byrne[17]
- Coiffure : Lisa Tomblin[17]
- Photographie : Greig Fraser[16],[15]
- Son : David Parker, Chris Scarabosio[16], Matthew Wood
- Montage : John Gilroy, Col Goudie et Jabez Olssen[15]
- Effets visuels : John Knoll[15]
- Effets spéciaux : Neil Corbould[15]
- Production : Leifur B. Dagfinnsson (Islande), Simon Emanuel, Kathleen Kennedy et Allison Shearmur
  - Production exécutive : Zakaria Alaoui[17] et Finni Johannsson (Islande)
  - Production déléguée : John Knoll et Jason McGatlin
  - Coproduction : Kiri Hart, John Swartz et Susan Towner
- Sociétés de production : Allison Shearmur Productions, Lucasfilm Ltd. et Walt Disney Pictures
- Société de distribution : Walt Disney Studios Motion Pictures
- Budget : 200 millions de $[18]
- Pays de production :  États-Unis
- Langue originale : anglais
- Format : couleur — 35 mm — 2,39:1 (Panavision) — son Dolby Digital / Dolby Atmos / DTS (DTS: X) / Dolby Surround 7.1
- Genre : science-fiction, action, aventure, space opera
- Durée : 133 minutes[19]
- Dates de sortie[20] :
  - États-Unis : 10 décembre 2016 (première mondiale à Los Angeles)[21] ; 16 décembre 2016 (sortie nationale)
  - France, Belgique, Suisse romande : 14 décembre 2016[22],[23]
  - Québec : 16 décembre 2016[1]
- Classification :
  - États-Unis : accord parental recommandé, film déconseillé aux moins de 13 ans (PG-13 - Parents Strongly Cautioned)[Note 3]
  - France : tous publics[24]
  - Belgique : tous publics (Alle Leeftijden)[22]
  - Suisse romande : interdit aux moins de 12 ans[25]
  - Québec : tous publics - déconseillé aux jeunes enfants (G - General Rating)[1]
- Version française réalisée par la société de doublage Dubbing Brothers, avec des dialogues de Thomas Murat sous la direction artistique de Jean-Pierre Dorat[26]

## Distribution
- Felicity Jones (VF : Chloé Berthier ; VQ : Kim Jalabert) : Jyn Erso[27]
- Diego Luna (VF : Jean-Christophe Dollé ; VQ : Philippe Martin) : Cassian Andor[28]
- Alan Tudyk (VF : Laurent Morteau ; VQ : Tristan Harvey) : K-2SO[29]
- Donnie Yen (VF : Antoine Schoumsky ; VQ : Frédéric Millaire-Zouvi) : Chirrut Îmwe[30]
- Jiang Wen (VF : Joël Zaffarano ; VQ : Patrick Chouinard) : Baze Malbus[29]
- Ben Mendelsohn (VF : Thierry Hancisse ; VQ : Frédéric Desager) : Orson Krennic[29]
- Forest Whitaker (VF : Daniel Njo Lobé ; VQ : Normand D'Amour) : Saw Gerrera[31]
- Mads Mikkelsen (VF : Yann Guillemot ; VQ : Louis-Philippe Dandenault) : Galen Erso[29]
- Riz Ahmed (VF : Valéry Schatz ; VQ : Gabriel Lessard) : Bodhi Rook[29]
- Guy Henry (doublure numérique de Peter Cushing[32]) (VF : Christian Gonon ; VQ : Jean-Luc Montminy) : Grand Moff Tarkin[33]
- Spencer Wilding[34] et Daniel Naprous[35] : Dark Vador[4]
- James Earl Jones (VF : Philippe Catoire ; VQ : Frédéric Paquet) : Dark Vador (voix)[36],[15]
- Genevieve O'Reilly (VF : Juliette Degenne ; VQ : Catherine Proulx-Lemay) : Mon Mothma[37]
- Alistair Petrie (VF : Gérard Darier ; VQ : Jacques Lavallée) : général Draven[38]
- Paul Kasey (VF : Achille Orsoni ; VQ : Michel M. Lapointe) : amiral Raddus
- Valene Kane (VF : Laëtitia Coryn) : Lyra Erso[39]
- Jimmy Smits (VF : Lionel Tua ; VQ : Marc-André Bélanger) : Bail Organa[40]
- Jonathan Aris : sénateur Jebel[41]
- Fares Fares (VF : Raphaël Cohen) : sénateur Vaspar[42]
- Sharon Duncan-Brewster : sénatrice Pamlo[42]
- Ian McElhinney : général Jan Dodonna
- Ben Daniels (VF : Xavier Fagnon) : général Merrick
- Duncan Pow (VF : Yann Peira) : sergent Melshi
- Daniel Mays (VF : Stéphane Pouplard) : Tivik
- Nick Kellington : Bistan[43]
- Derek Arnold : Pao
- Warwick Davis : Weeteef[44]
- Ingvild Deila (en) (doublure numérique de Carrie Fisher[45]) (VF : Barbara Tissier) : princesse Leia Organa (caméo)
- Anthony Daniels (VF : Jean-Claude Donda ; VQ : François Sasseville) : C-3PO (caméo)
- Geraldine James (VF : Julie Quesnay) : Blue Trois
- J. David Hinze (VF : Laurent Maurel) : un commandant Impérial
- Rian Johnson et Ram Bergman : des techniciens de l'Étoile de la mort[46] (caméo)

Photos des acteurs principaux
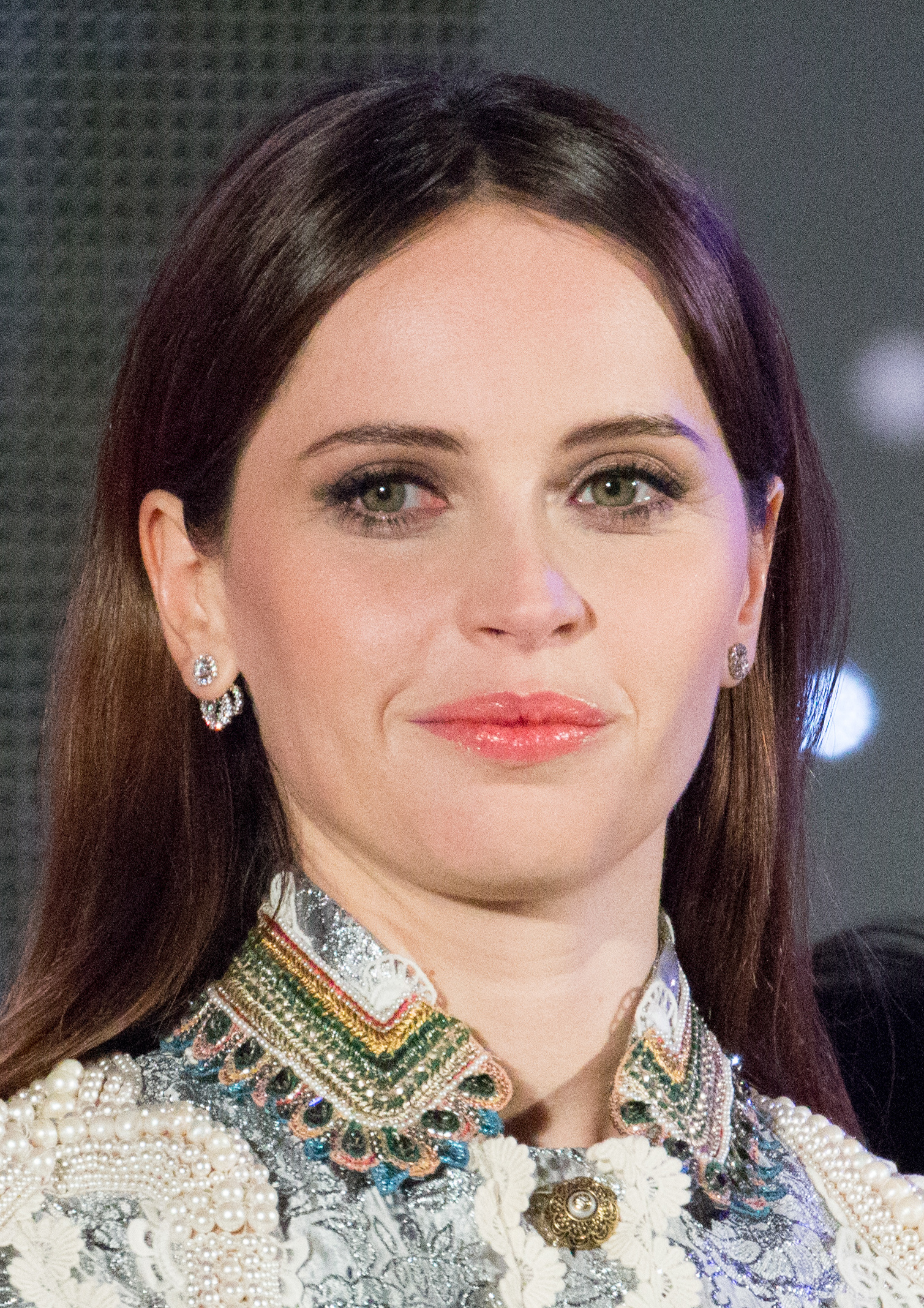
Felicity Jones interprète Jyn Erso
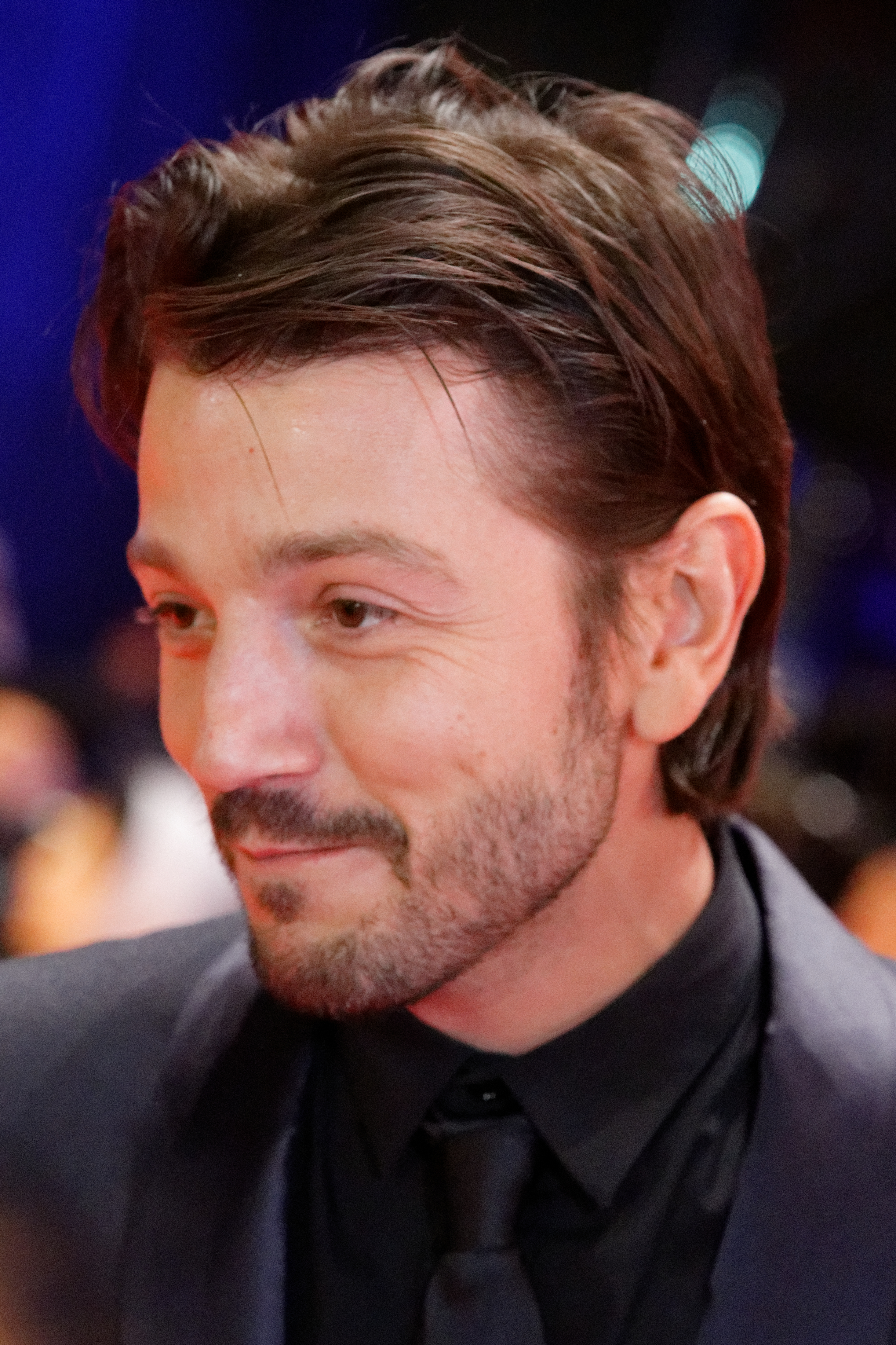
Diego Luna interprète Cassian Andor
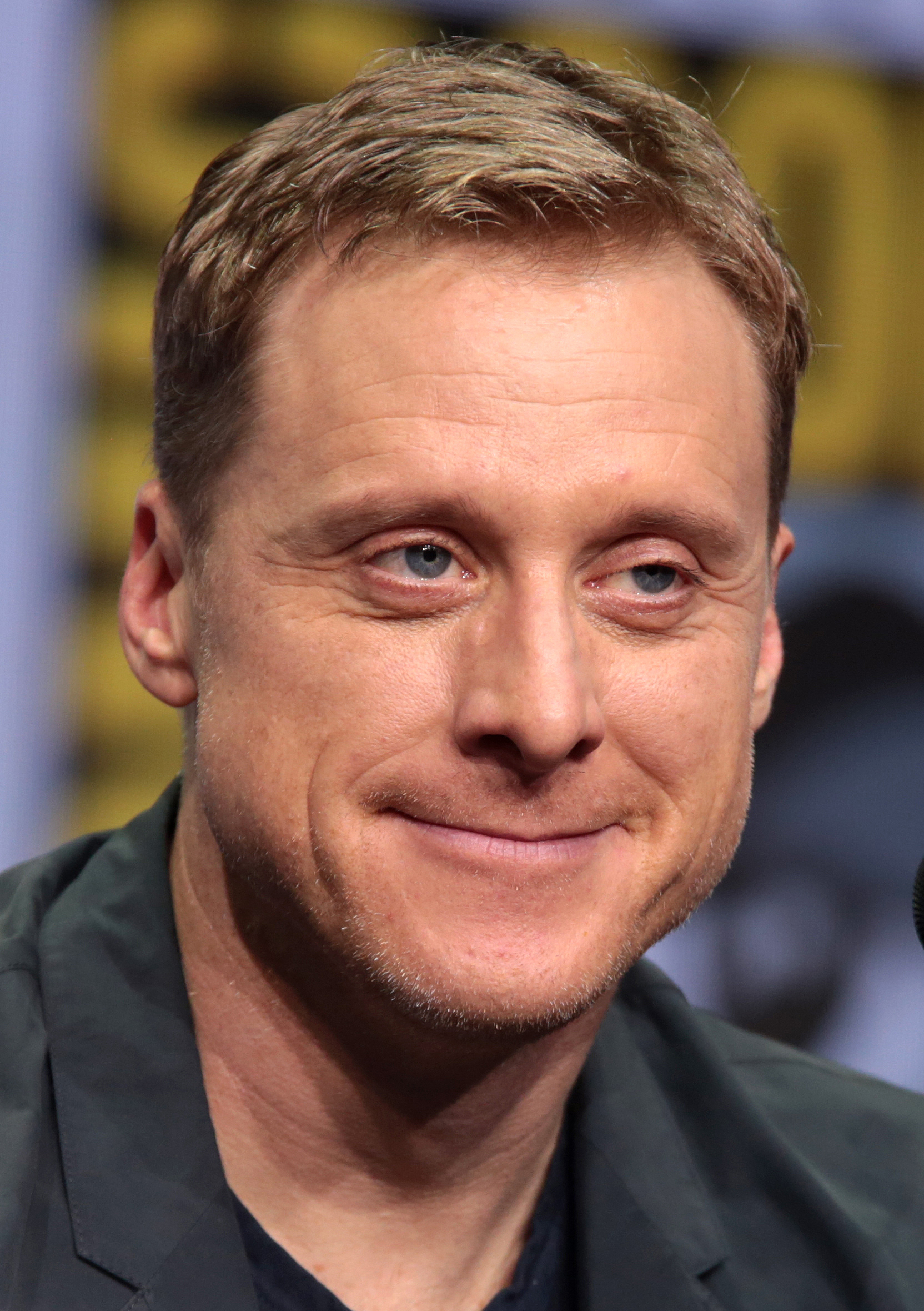
Alan Tudyk interprète K-2SO
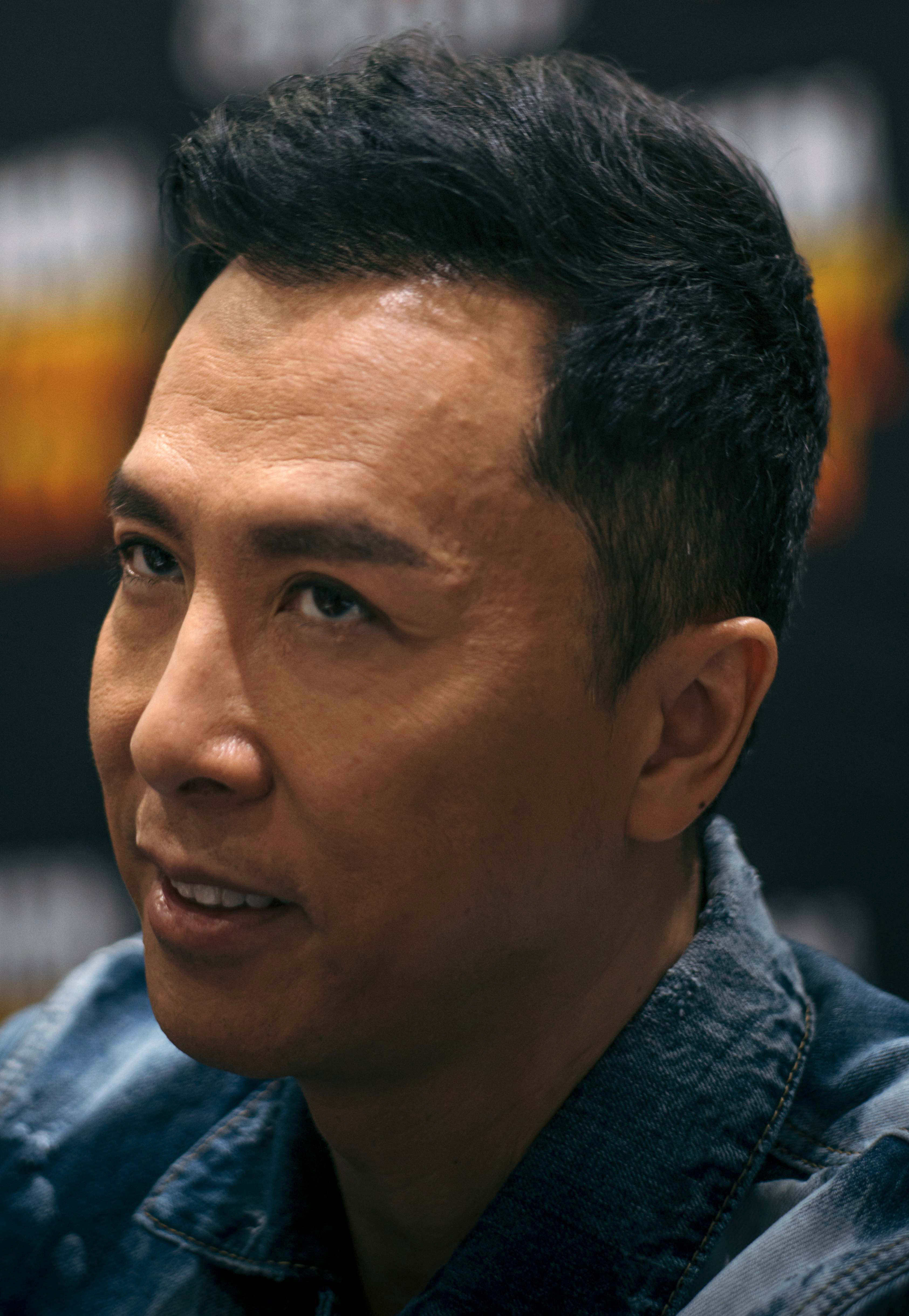
Donnie Yen interprète Chirrut Îmwe
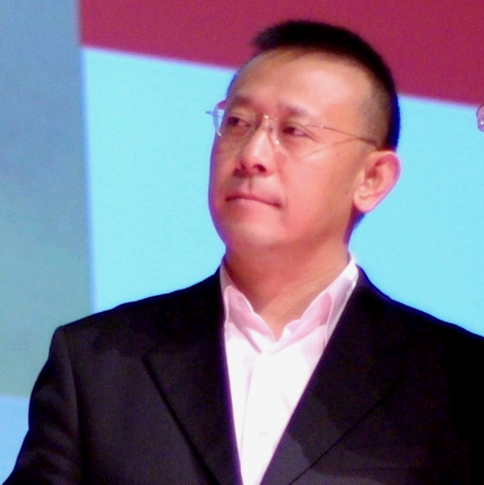
Jiang Wen interprète Baze Malbus
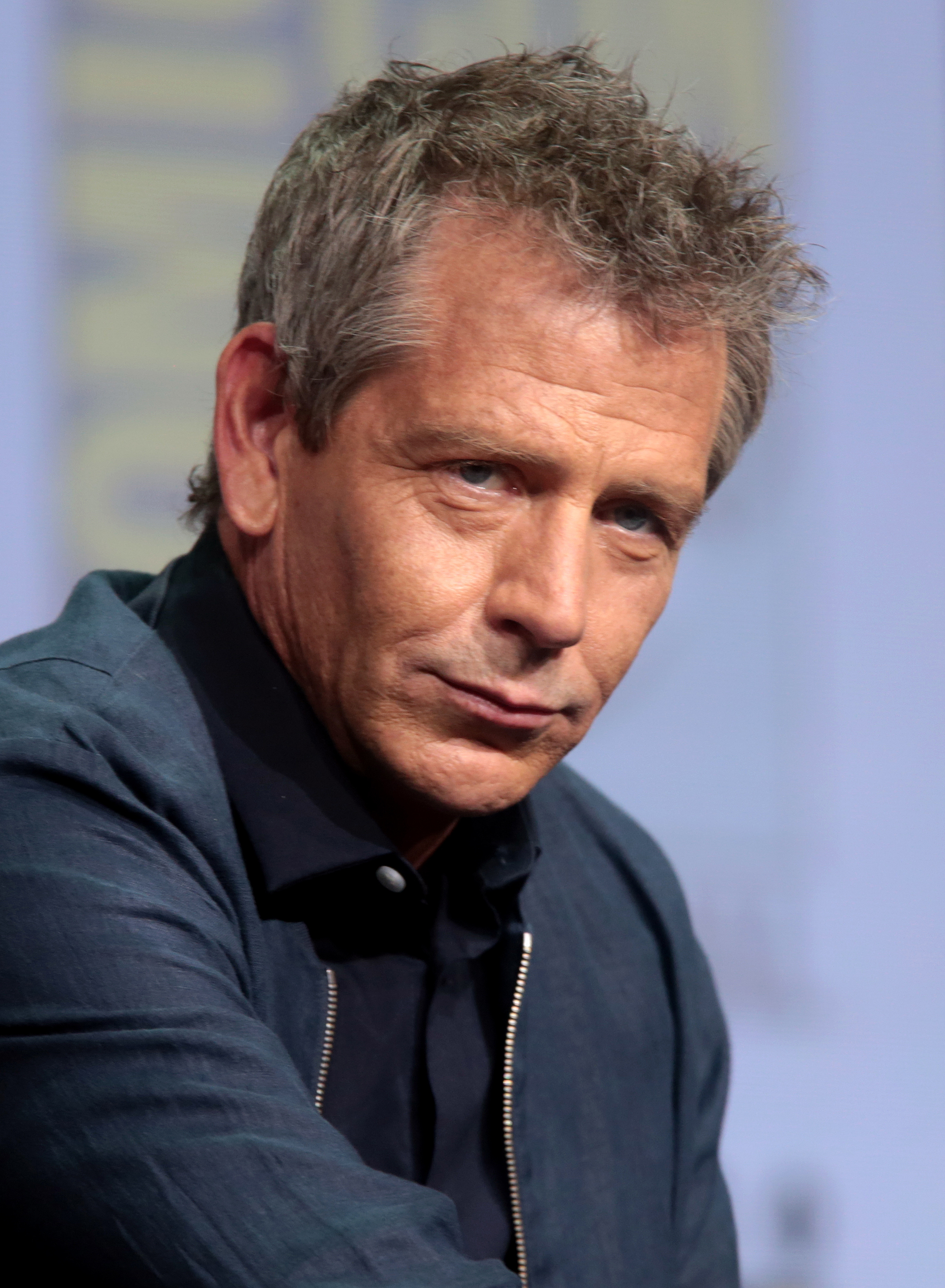
Ben Mendelsohn interprète Orson Krennic
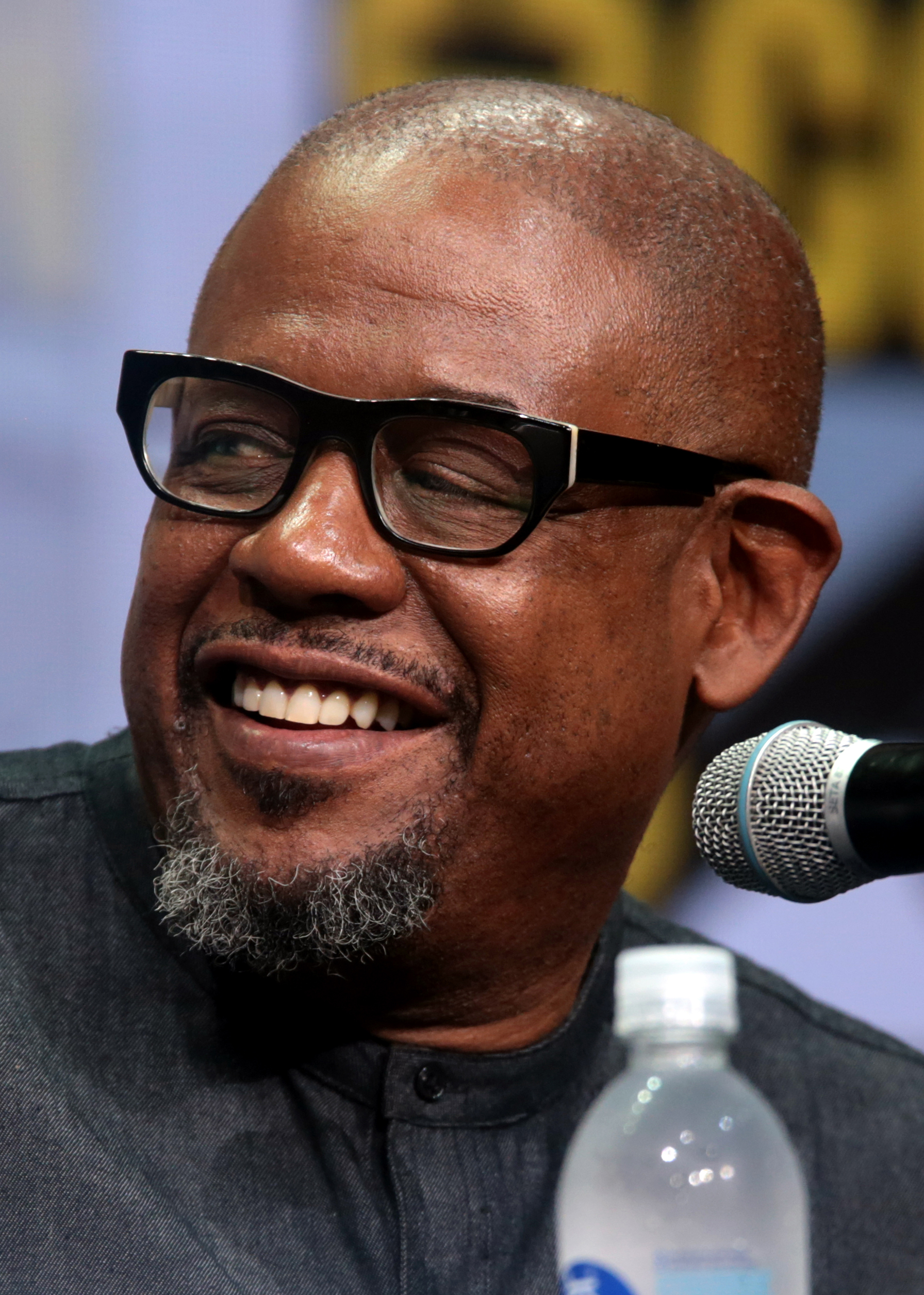
Forest Whitaker interprète Saw Gerrera
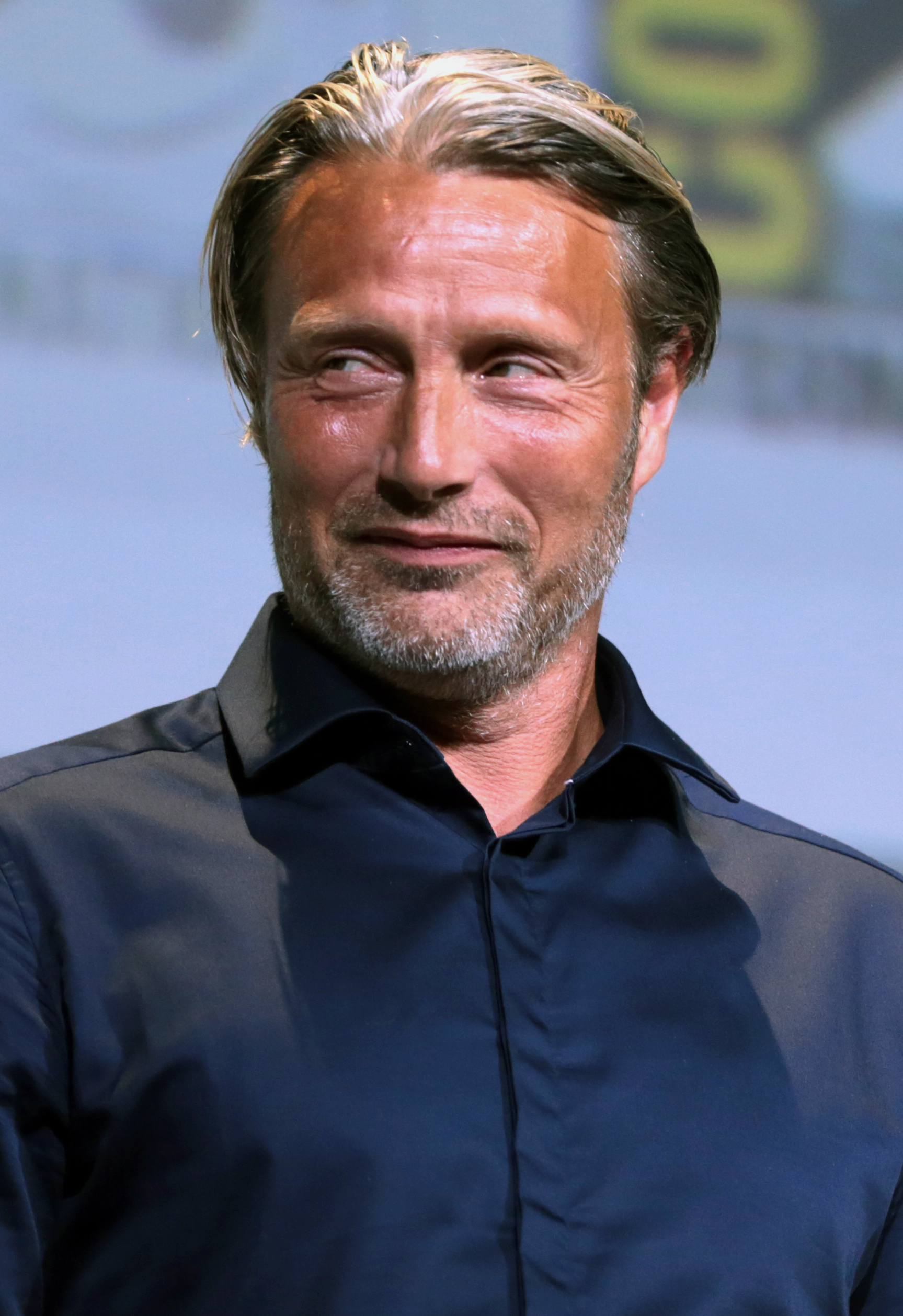
Mads Mikkelsen interprète Galen Erso

 Source et légende : version française (VF) sur RS Doublage et Allodoublage, version québécoise (VQ) sur Doublage.qc.ca

## Production

### Développement
Le 30 octobre 2012, The Walt Disney Company annonce le rachat de Lucasfilm pour 4,05 milliards de dollars. Le même jour, Robert Iger, PDG de Disney, annonce qu'ils vont faire trois nouveaux épisodes de la saga Star Wars. En février 2013, Robert Iger confirme les rumeurs concernant d'éventuels films dérivés (aussi appelés standalone ou spin-off en anglais) permettant de développer un événement ou un personnage de l'histoire principale. Des rumeurs déclarent alors que le premier film dérivé sera centré sur Han Solo et que les films suivants pourraient être autour de Yoda et Boba Fett. Le 22 mai 2014, un communiqué officiel révèle plusieurs informations : le film sortira le 16 décembre 2016 aux États-Unis, Gareth Edwards (qui souhaite en faire un film de guerre) a été choisi à la réalisation et Gary Whitta au scénario. Ce dernier est remplacé par Chris Weitz en janvier 2015,, qui réécrit l'histoire.
Le 12 mars 2015, Robert Iger révèle le titre du film : Star Wars Anthology: Rogue One. Il déclare également que l'idée de l'histoire vient de John Knoll, le superviseur des effets spéciaux d'Industrial Light & Magic (ILM), et que celui-ci sera l'un des producteurs délégués du film avec Simon Emanuel et Jason McGatlin. Kathleen Kennedy (présidente de Lucasfilm) et Tony To seront producteurs et Jon Swartz coproducteur.

« J'ai eu l'idée de Rogue One il y a treize ans, quand nous étions à Sydney pour l'épisode III. À l'époque, George [Lucas] cherchait des idées pour un projet de série télévisée dérivée de Star Wars. Dans le texte d'ouverture de l'épisode IV, il était indiqué qu'une équipe avait volé les plans de l'Étoile de la mort, et ça m'avait toujours intrigué. Je me disais qu'il y avait là une sorte de super casse à la façon d'un épisode de Mission impossible. Mais à l'époque, nous avions mis cette idée de côté car ça ne collait pas avec ce que George voulait faire. »

— John Knoll

« Tous ceux qui ont vu Star Wars connaissent cette histoire, le fait qu'avant l'épisode IV des rebelles ont volé les plans de l'Étoile de la mort. Donc, c'était un bon sujet pour, d'un côté, faire plaisir aux fans, et de l'autre, présenter de nouveaux personnages et de nouvelles planètes. Les histoires qu'on raconte à travers les Star Wars [...] sont difficiles à trouver et à mettre au point. Donc, quand Disney a voulu lancer cette série de films indépendants, je me suis dit que ça risquait vraiment de devenir n'importe quoi. Ça me semblait très dangereux pour l'image de la saga, surtout quand on voit comment les suites, prequels, et reboots se sont multipliés à tort et à travers ces dernières années. Mais je me suis dit que ces films pourraient fonctionner s'ils étaient totalement isolés du reste de la saga. En les dissociant de l'histoire principale, cela éliminait la plupart des problèmes, tout en nous permettant d'expérimenter de nouvelles choses. »

— Kathleen Kennedy
Peu de temps après, Alexandre Desplat annonce, au cours d'une émission radiophonique, être le compositeur du film ; il est finalement remplacé par Michael Giacchino en septembre 2016, à cause d'un problème d'emploi du temps lié au tournage additionnel de l'été 2016. Le 19 avril 2015, le synopsis du film et une large partie de l'équipe technique sont révélés lors de la Star Wars Celebration à Anaheim, en Californie (voir ci-dessus). Les personnages principaux sont des soldats rebelles. Lucasfilm annonce qu'aucun Jedi ne devrait y figurer.
Le 15 août 2015, le titre du film change en Rogue One: A Star Wars Story. En août 2016, le réalisateur Gareth Edwards explique en partie ce titre : « “Rogue” est parfois employé comme appellation militaire, mais comme il s’agit du premier film à sortir des rails et ne pas vraiment faire partie de la saga – ou plutôt de l’histoire d’Anakin – c’est donc le “rogue one”. »

### Attribution des rôles
Le 12 mars 2015, Felicity Jones, qui a été nommée pour l'Oscar de la meilleure actrice après sa performance dans le film Une merveilleuse histoire du temps, est annoncée à la distribution dans un rôle inconnu. Le 15 août 2015, lors du Disney D23 Expo, Lucasfilm révèle que Diego Luna, Donnie Yen, Ben Mendelsohn, Jiang Wen, Forest Whitaker, Mads Mikkelsen, Alan Tudyk et Riz Ahmed ont intégré la distribution. Whitaker interprète Saw Gerrera, remplaçant Andrew Kishino (en), qui l'interprétait dans la série Star Wars: The Clone Wars.
Bon nombre de personnages apparaissant dans Rogue One sont déjà apparus dans la première trilogie et ont dû changer d'interprète. Ainsi, l'acteur Peter Cushing, décédé en 1994, apparaît dans le film grâce à l'utilisation de la performance capture. Cette technique consiste à greffer des images tridimensionnelles de synthèse sur les performances d'un autre comédien (en l'occurrence, Guy Henry),,,. Il en est de même pour la princesse Leia Organa, originellement interprétée par Carrie Fisher, son visage a été posé sur celui de la comédienne Ingvild Deila (en) le temps d'une brève scène. La comédienne Genevieve O'Reilly reprend le rôle de Mon Mothma tenu par Caroline Blakiston dans Le Retour du Jedi,. Elle avait déjà repris ce rôle dans La Revanche des Sith en 2005 mais ses scènes avaient été coupées de la version finale. Jan Dodonna, joué par Alex McCrindle dans Un nouvel espoir, est ici interprété par Ian McElhinney.
Lors d'une interview pour le magazine Entertainment Weekly en juin 2016, Kathleen Kennedy a confirmé le retour de James Earl Jones pour prêter de nouveau sa voix à Dark Vador comme dans la première trilogie (1977-1983) et La Revanche des Sith (2005).
Aperçu dans une vidéo du tournage diffusée lors de la Star Wars Celebration, Jimmy Smits confirme dans l'émission The Talk reprendre le rôle de Bail Organa qu'il a tenu dans les deux derniers films de la prélogie.
Des scènes coupées de l'épisode IV montrant des pilotes de l'Alliance rebelle durant l'assaut de l'Étoile de la mort ont été incrustées dans le film.

### Tournage
Le 19 avril 2015, lors de la Star Wars Celebration, Lucasfilm annonce que le tournage débutera à l'été 2015, aux Pinewood Studios près de Londres. Au Comic-Con de San Diego mi-juillet 2015, la productrice Kathleen Kennedy révèle que le tournage débutera trois semaines plus tard, soit début août 2015. Durant l'automne, le tournage fait escale plusieurs semaines en Islande au mois de septembre et une semaine aux Maldives (sur l'atoll Hadhdhunmathi, îles de Berasdhoo et Gan (en)) au début du mois de décembre. D'autres scènes de décors naturels ont été tournés en Jordanie. Les décors du studio ont été construits à 360o et les membres de l'équipe technique ont dû porter les costumes du film, « de telle sorte que les techniciens puissent apparaître à l'écran même par accident », explique Edwards.
Les trois caméras principales utilisées sur le film sont des caméras Alexa 65, modèle numérique produit par Arri filmant au format 65 mm.
Durant le tournage, en janvier 2016, le site Birth. Movies. Death. affirme que Christopher McQuarrie serait venu au secours du film en remaniant le scénario. Cinq mois plus tard, en juin, le site Page Six lance une rumeur selon laquelle les dirigeants de Disney seraient insatisfaits du film et que celui-ci repartirait en production pour un tournage additionnel conséquent. À la suite de cet article, le site Making Star Wars affirme que 40 % du film doit être à nouveau tourné en raison d'un problème lié au scénario. Là encore, Christopher McQuarrie est cité en tant que scénariste du film, tout comme Tony Gilroy par la suite. Un article d'Entertainment Weekly vient cependant relativiser ces rumeurs, affirmant que ces tournages additionnels sont prévus de longue date. Aucune de ces informations n'est confirmée officiellement,. Cependant, ce n'est pas la première fois que McQuarrie (qui est renommé dans ce domaine) et Gilroy font office de script doctors.

Lieux de tournage du film.
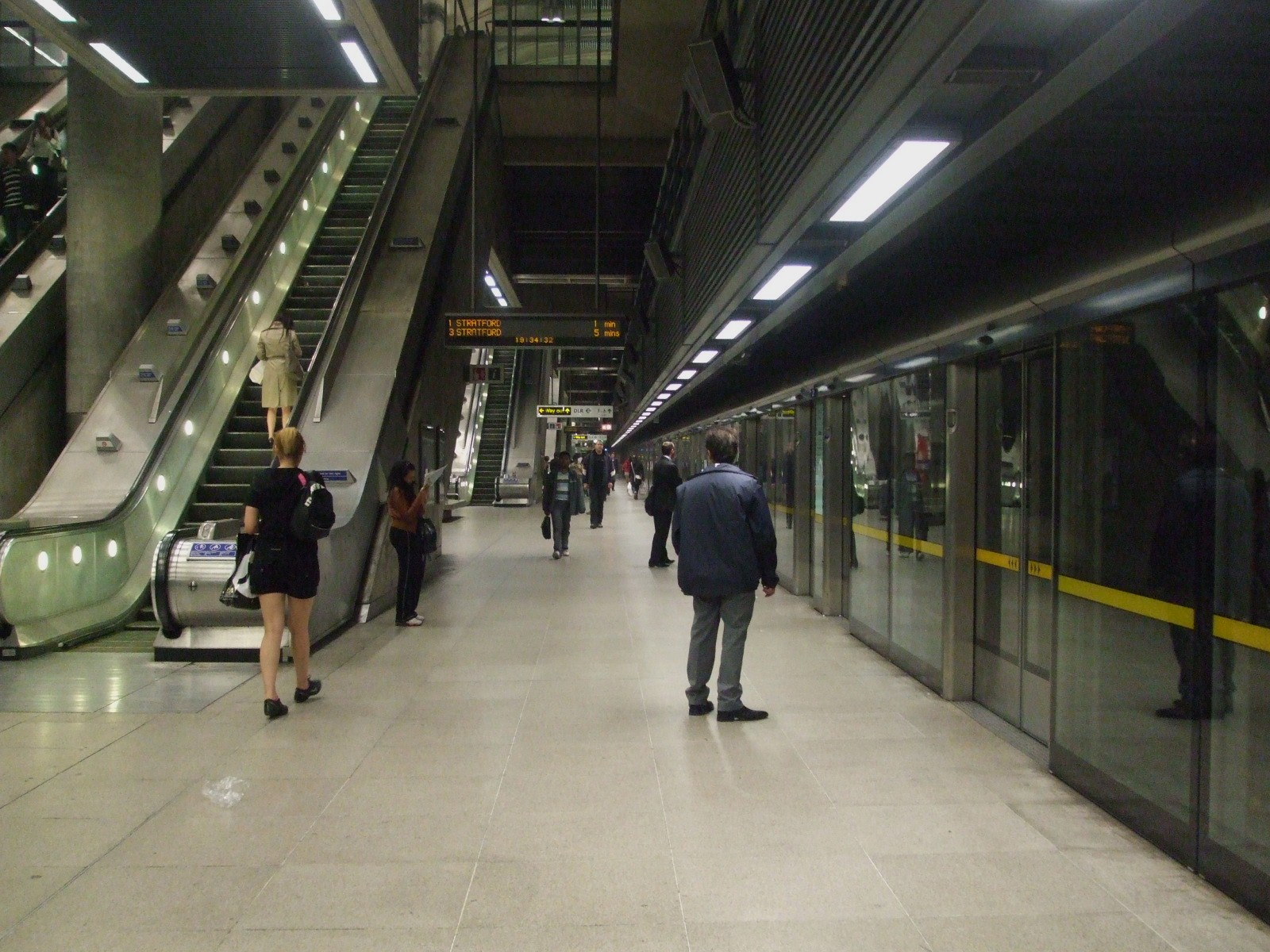
La station de métro Canary Wharf.
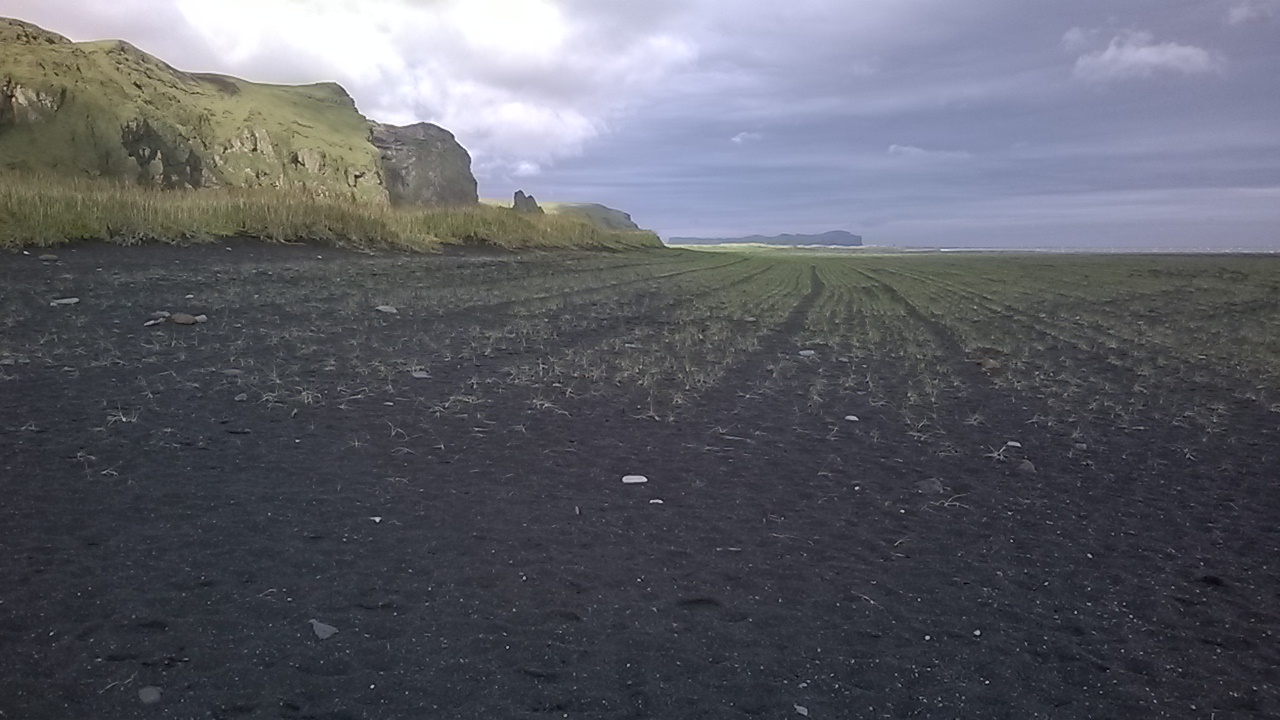
Montagnes et plage de Hjörleifshöfði.
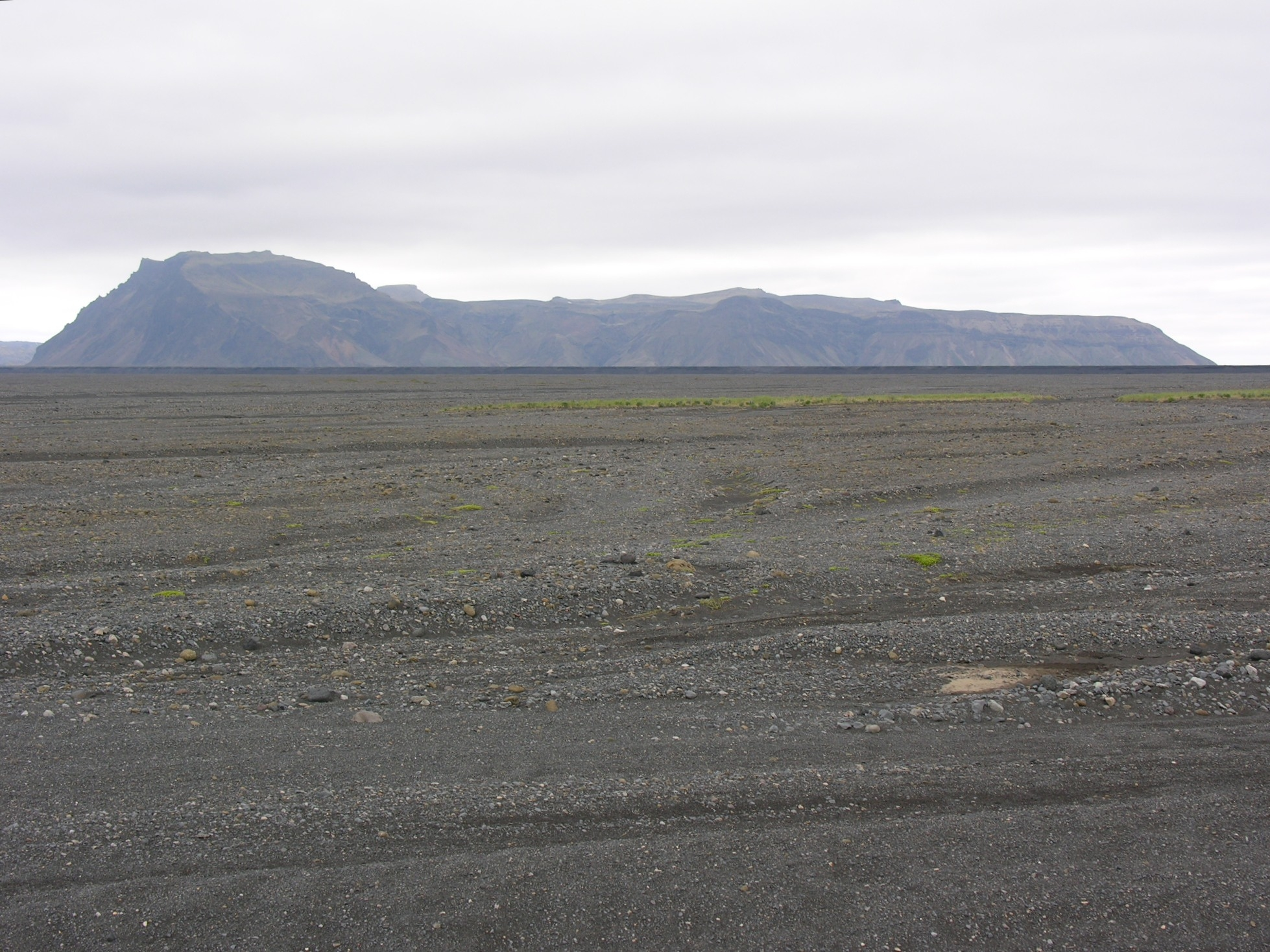
Montagnes de Hafursey.
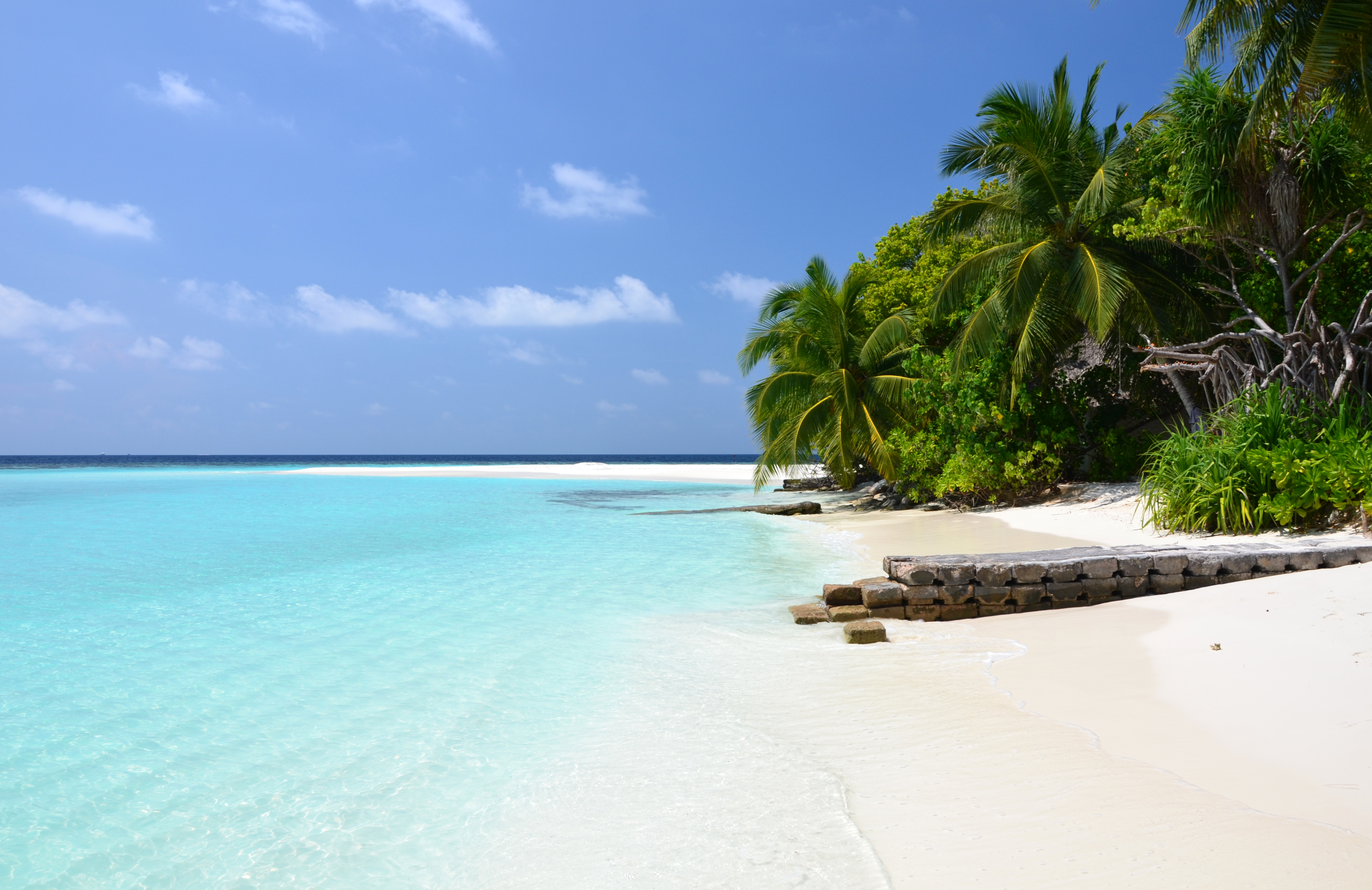
Paysage des Maldives.

### Musique
La musique du film devait initialement être composée par Alexandre Desplat. Il quitte finalement le projet et est remplacé par Michael Giacchino. Il reprend par ailleurs quelques thèmes de John Williams. L'album est sorti en CD et téléchargement légal le 16 décembre 2016 sur le label Walt Disney Records.
| Liste des morceaux | Liste des morceaux            | Liste des morceaux | Liste des morceaux | Liste des morceaux | Liste des morceaux | Liste des morceaux | Liste des morceaux | Liste des morceaux | Liste des morceaux |
| No                 | Titre                         | Durée              |                    |                    |                    |                    |                    |                    |                    |
| ------------------ | ----------------------------- | ------------------ | ------------------ | ------------------ | ------------------ | ------------------ | ------------------ | ------------------ | ------------------ |
| 1.                 | He's Here For Us              | 3:20               |                    |                    |                    |                    |                    |                    |                    |
| 2.                 | A Long Ride Ahead             | 3:56               |                    |                    |                    |                    |                    |                    |                    |
| 3.                 | Wobani Imperial Labor Camp    | 0:55               |                    |                    |                    |                    |                    |                    |                    |
| 4.                 | Trust Goes Both Ways          | 2:45               |                    |                    |                    |                    |                    |                    |                    |
| 5.                 | When Has Become Now           | 1:59               |                    |                    |                    |                    |                    |                    |                    |
| 6.                 | Jedha Arrival                 | 2:48               |                    |                    |                    |                    |                    |                    |                    |
| 7.                 | Jedha City Ambush             | 2:19               |                    |                    |                    |                    |                    |                    |                    |
| 8.                 | Star-Dust                     | 3:47               |                    |                    |                    |                    |                    |                    |                    |
| 9.                 | Confrontation on Eadu         | 8:06               |                    |                    |                    |                    |                    |                    |                    |
| 10.                | Krennic's Aspirations         | 4:16               |                    |                    |                    |                    |                    |                    |                    |
| 11.                | Rebellions Are Built on Hope  | 2:56               |                    |                    |                    |                    |                    |                    |                    |
| 12.                | Rogue One                     | 2:05               |                    |                    |                    |                    |                    |                    |                    |
| 13.                | Cargo Shuttle SW-0608         | 4:00               |                    |                    |                    |                    |                    |                    |                    |
| 14.                | Scrambling the Rebel Fleet    | 1:33               |                    |                    |                    |                    |                    |                    |                    |
| 15.                | AT-ACT Assault                | 2:55               |                    |                    |                    |                    |                    |                    |                    |
| 16.                | The Master Switch             | 4:03               |                    |                    |                    |                    |                    |                    |                    |
| 17.                | Your Father Would Be Proud    | 4:52               |                    |                    |                    |                    |                    |                    |                    |
| 18.                | Hope                          | 1:38               |                    |                    |                    |                    |                    |                    |                    |
| 19.                | Jyn Erso & Hope Suite         | 5:52               |                    |                    |                    |                    |                    |                    |                    |
| 20.                | The Imperial Suite            | 2:30               |                    |                    |                    |                    |                    |                    |                    |
| 21.                | Guardians of the Whills Suite | 2:53               |                    |                    |                    |                    |                    |                    |                    |
| 1:09:28            |                               |                    |                    |                    |                    |                    |                    |                    |                    |

## Accueil

### Promotion
Le 19 avril 2015, lors de la Star Wars Celebration à Anaheim, un concept art et une courte bande-annonce sont dévoilés. Le tournage n'ayant alors pas commencé, la bande-annonce se compose uniquement d'images de synthèse.
Le 6 avril 2016, Star Wars annonce sur les réseaux sociaux la sortie d'une nouvelle bande-annonce pour le lendemain.
Le 7 avril 2016, cette bande-annonce sort,. On peut y voir l'héroïne, Jyn Erso (interprétée par Felicity Jones), décrite comme une rebelle « livrée à elle-même depuis l'âge de 15 ans » et responsable de nombreuses exactions. Mon Mothma, dirigeante de l'Alliance rebelle déjà apparue dans la saga Star Wars, lui explique : « Une arme est sur le point d'être testée. On veut savoir ce que c'est pour la détruire. » Elle lui confie la mission de voler les plans de cette arme, qui n'est autre que l'Étoile de la mort, laquelle apparaît également dans cette bande-annonce. Des protagonistes principaux du film et des images de guerre au pied de plusieurs véhicules de combat TB-TT sont dévoilés. Une silhouette vêtue d'une cape est vue de dos encadrée de deux « gardes impériaux » dans leur uniforme rouge. Elle se tient devant un tube lumineux, qui se trouve être la cuve à Bacta dans laquelle Vador baigne quand il n'est pas revêtu de son armure.
Le 8 avril 2015, Walt Disney Studios et IMAX Corporation annoncent que le film, ainsi que l'épisode VIII, profiteront de la technologie IMAX.
Au 9 avril 2016, cette bande-annonce a déjà été vue plus de 30 millions de fois. Une deuxième bande-annonce publiée le 11 août dévoile plus d'éléments de l'intrigue. On y entend notamment le souffle caractéristique de Dark Vador, avant de le voir de dos,. Le 31 août 2016, Disney présente un assortiment de jouets Star Wars de Hasbro, Mattel et Jakks Pacific dont la sortie est prévue pour le 30 septembre en prélude au film Rogue One: A Star Wars Story au travers de vidéos YouTube produites par des fans,.
Dans une nouvelle bande-annonce dévoilée le 13 octobre 2016 apparaît le père de Jyn Erso, Galen Erso, que l'on voit dire à sa fille enfant : « Quoi que je fasse, je le fais pour te protéger », et qui s'avère être, contraint ou non, le concepteur de l'Étoile de la mort. Orson Krennic, directeur chargé de la construction de la super-arme, est également très présent dans cette bande-annonce émaillée d'images de batailles, permettant de comprendre le sens du titre Rogue One. Dark Vador apparaît à nouveau, cette fois-ci de face.
Le 2 décembre 2016, lors d'une conférence de presse au Skywalker Ranch, Disney et Lucasfilm présentent 28 minutes du film aux journalistes.

### Sortie

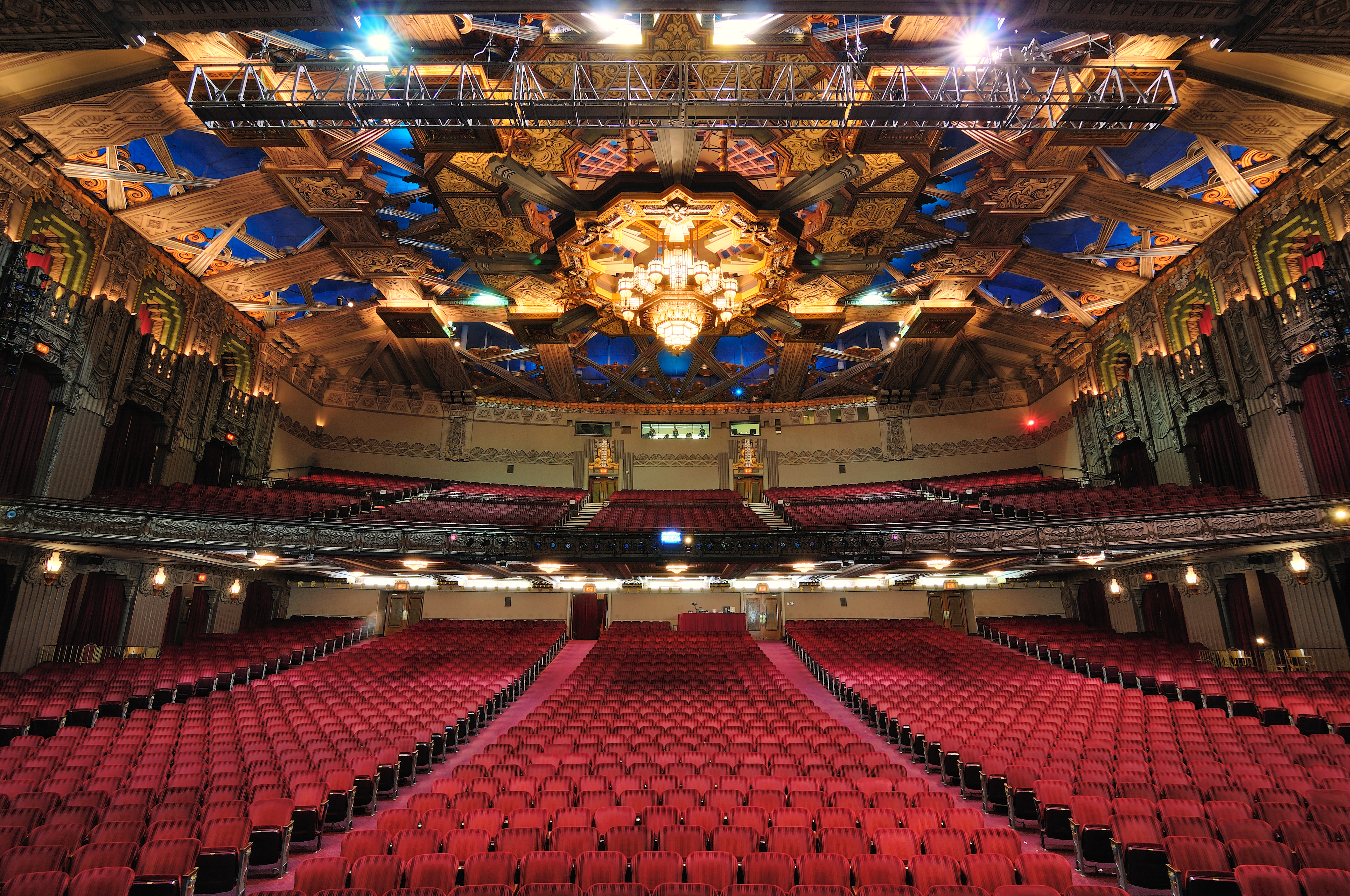
Salle du Pantages Theatre.

La première du film a lieu le 10 décembre 2016 à Los Angeles au Pantages Theatre. Dans un long article daté de début janvier 2017, Mark Hughes de Forbes revient sur l'envers de cette première. Les sociétés Disney et Dolby ont mis trois jours pour préparer la salle de 2 700 places à accueillir le film, salle plutôt prévue pour des comédies musicales. En dehors du tapis rouge de 430 m agrémenté d'un X-Wing, de costumes et accessoires du film, la salle a été équipée spécialement avec des systèmes Dolby Atmos et Dolby Vision avec l'aide de Christie Digital. Pour la partie Dolby Atmos, 151 haut-parleurs ont été ajoutés derrière un écran de 17 m et deux projecteurs laser de 340 kg chacun.

### Accueil critique
Rogue One a été accueilli positivement par les critiques. Pour certains, on retrouve l'âme de la première trilogie, alors que d'autres estiment que le film est brillamment mis en scène avec du sang neuf. De l'avis général, Gareth Edwards réussit largement son pari sur Rogue One et apporte une nouvelle pierre à l'édifice Star Wars. Pourtant, le journal Le Monde est plus sévère en déplorant les tonalités sombres du film qui ne donnent pas la profondeur escomptée.
A posteriori, le film est souvent cité comme le meilleur film Star Wars produit depuis le rachat de la franchise par Disney en 2015,.

### Box-office
Le 18 décembre 2016, ComScore indique que Rogue One: A Star Wars Story a récolté 155 millions d'USD lors de sa première semaine en salles aux États-Unis et au Canada, présenté dans 4 157 salles. C'est le second meilleur démarrage pour un mois de décembre. Le film effectue le meilleur démarrage de l'année 2016 en France, avec près de 1,8 million de spectateurs pour sa première semaine d'exploitation.
Après plus d'un mois d'exploitation en salle, le film récolte un milliard de dollars de recettes dans le monde. Ainsi, la franchise cinématographique Star Wars devient la troisième franchise la plus rentable de l'histoire du cinéma, cumulant 7,5 milliards de dollars de recettes et dépassant celles de James Bond (7,04 milliards de dollars) mais toujours devancée par celles de Marvel (10,9 milliards de dollars) et Harry Potter (8,5 milliards de dollars en incluant Les Animaux fantastiques). Rogue One devient par ailleurs le deuxième film de la franchise Star Wars en termes de recettes au box-office après Le Réveil de la Force (2 milliards de dollars) et avant La Menace fantôme (1,027 milliard de dollars).
| Pays ou région    | Box-office        | Date d'arrêt du box-office | Nombre de semaines |
| ----------------- | ----------------- | -------------------------- | ------------------ |
| États-Unis Canada | 532 177 324 $     | 4 mai 2017                 | 20                 |
| France            | 5 075 867 entrées | 22 février 2017            | 10                 |
| Total mondial     | 1 056 057 273 $   | 21 mai 2017                | 22                 |

## Distinctions
Source : Internet Movie Database,

### Récompenses
- Empire Awards 2017 :
  - Meilleur film
  - Meilleur réalisateur pour Gareth Edwards
  - Meilleure actrice pour Felicity Jones

### Nominations
- Teen Choice Award 2016 : Choice AnTEENcipated Movie
- Art Directors Guild Award 2017 : Excellence dans les décors de film de fantasy pour Doug Chiang et Neil Lamont
- British Academy Film and Television Arts Awards 2017 :
  - Meilleurs effets visuels pour John Knoll, Hal Hickel, Neil Corbould et Mohen Leo
  - Meilleurs maquillages et coiffures
- Costume Designers Guild 2017 : Excellence dans un film fantastique pour Glyn Dillon et David Crossman
- Empire Awards 2017 :
  - Meilleur film de science-fiction / fantastique
  - Meilleur nouveau rôle masculin pour Riz Ahmed
  - Meilleurs costumes
  - Meilleurs décors
  - Meilleurs maquillages et coiffures
  - Meilleurs effets visuels
- Kids' Choice Award 2017 :
  - Film préféré
  - Actrice de cinéma préférée pour Felicity Jones
  - Botteur de fesses préféré pour Felicity Jones
  - Escouade préférée
  - Méchant préféré pour Spencer Wilding
- Oscars 2017 :
  - Meilleurs effets visuels pour John Knoll, Hal Hickel, Neil Corbould et Mohen Leo
  - Meilleur mixage de son pour Stuart Wilson, Christopher Scarabosio et David Parker

## Analyse

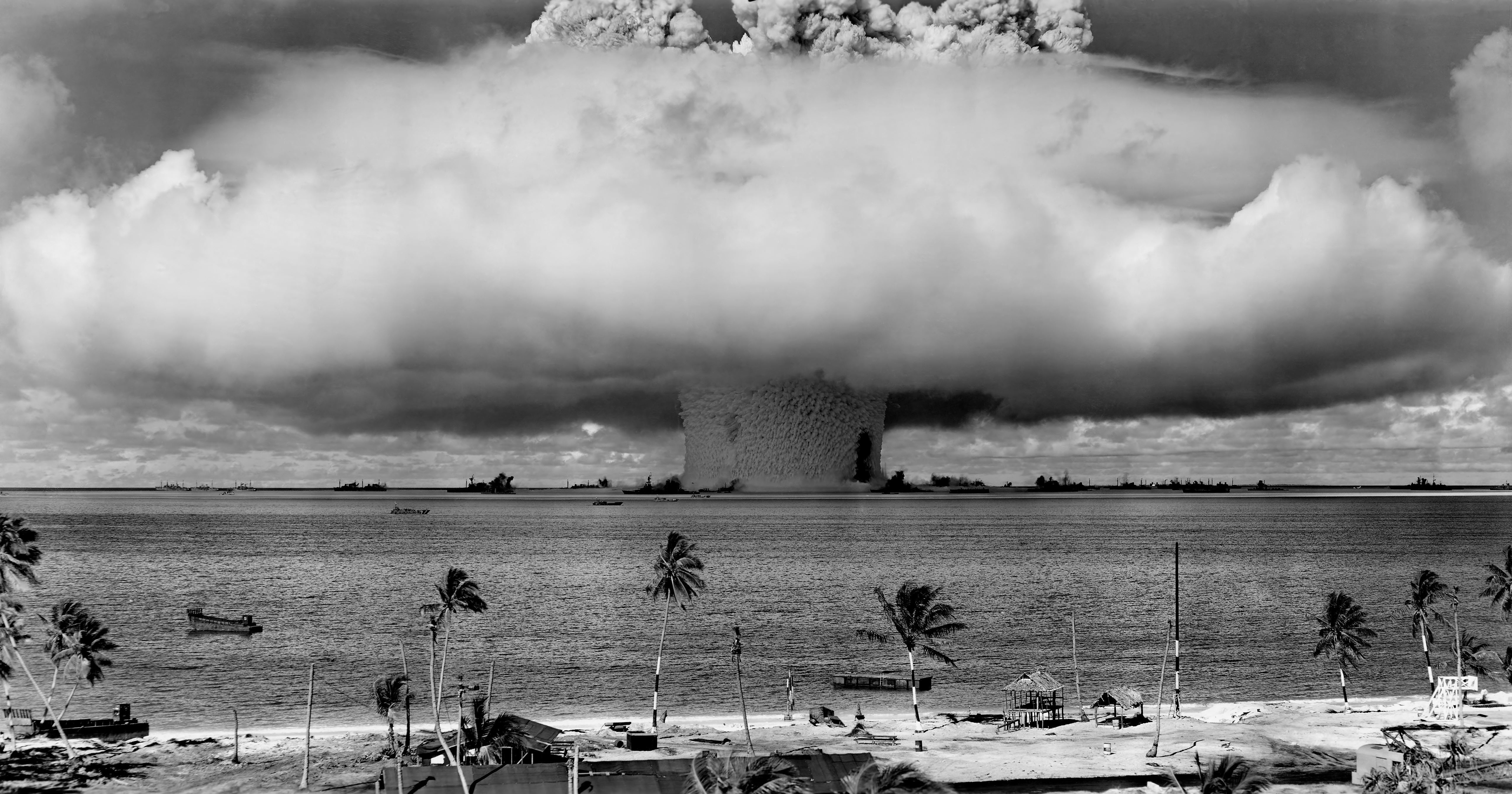
Les scènes de destruction dues à l'Étoile de la mort rappellent les essais nucléaires dans les îles Marshall.

Rogue One: A Star Wars Story s'inspire de plusieurs conflits armés historiques. Il reprend ainsi des thèmes comme la Seconde Guerre mondiale, la guerre du Viêt Nam ou encore la guerre d'Indochine. Pour pouvoir fidèlement retranscrire ces éléments, l'équipe du film a étudié de réelles photographies des conflits. La planète tropicale Scarif qui apparaît dans le film est une retranscription des paysages vietnamiens. Quant aux scènes sur la lune de Jedha, elles reprennent les caractéristiques de la guerre d'Indochine comme les attaques en embuscade. En outre, les destructions causées par l'Étoile de la mort sont une référence aux essais nucléaires des États-Unis dans les îles Marshall entre 1946 et 1958. Orson Krennic est quant à lui en partie inspiré par Leslie Richard Groves, qui était chargé du projet Manhattan durant la Seconde Guerre mondiale.
Le film puise une autre inspiration dans des films de guerre tels que Il faut sauver le soldat Ryan (sorti en 1998) de Steven Spielberg, en reprenant la même caméra à main et les mêmes couleurs et en s'inspirant du débarquement de Normandie pour l'intensité de l'action. Des cinéastes ayant déjà travaillé sur des films de guerre et opérant sur le film de Gareth Edwards ont utilisé des caméras d'aujourd'hui et des caméras des années 1950 pour réaliser le film comme un documentaire historique.
Autre personnage inspiré d'une personne ayant existé, l'amiral Raddus est basé sur l'homme d'État britannique Winston Churchill, prenant pour modèle ses traits et sa manière de s'exprimer. Les autres aliens sont également basés sur d'autres personnages, dont Béla Lugosi, Arnold Schwarzenegger, Ernest Borgnine, Lee Van Cleef et Peter Lorre.

## Autour du film

### Édition en vidéo
Le 22 février 2017, Lucasfilm annonce la sortie du film au format numérique le 24 mars aux États-Unis et le 14 avril en France et sur les formats Blu-ray et DVD le 4 avril aux États-Unis et le 21 avril en France. Le film est accompagné par des bonus intégrant des entretiens avec l'équipe du film et par des reportages dévoilant les références aux six précédents films. Plusieurs versions physiques du film sont disponibles, une version contenant le disque DVD, une autre avec le simple disque Blu-ray et une troisième édition regroupant les disques Blu-ray, Blu-ray 3D et le disque des bonus,.

### Préquelle
En novembre 2018, il est révélé que l'une des séries Star Wars en prise de vues réelles en projet sera une préquelle de Rogue One centrée sur le personnage de Cassian Andor. Elle est diffusée depuis le 21 septembre 2022 sur Disney+.